# Младен Јанковић
Младен Јанковић (Кањижа, 1831 — 1885, Београд) био је српски пречанин, лекар, који је након преласка у Кнежевину Србију, од 1856 — 1865. године био окружни физикус у Крушевцу, Јагодини, Крагујевцу, а од 1865. године физикус Управе града Београда и директор Дома за с ума сишавше, у коме је рад организовао по модерним европским стандардима. Учесник је Другог српско-турског рата, један од оснивача и вишегодишњи (1873 — 1884) председник Српског лекарског друштва.

## Живот и каријера
Рођен је у Кањижи у Аустроугарској, 1831. године. Гимназију на мађарском језику завршио је у Сегедину, а потом и Медицински факултет у Пешти 1856. године. Са жељом да служи свом народу одмах по дипломирању, као млади лекар дошао је у Кнежевину Србију и једно време обављао дужност физикуса Округа крушевачког, са звањем „доктора целокупног лекарства”.
По потреби службе, а због лошег здравственог стања становништва, и честих епидемија заразних болести у појединим деловима Србије др Младен Јанковић је из Крушевца хитно премештен и постављен за окружног физикуса у Јагодини. Након што је у Јагодини успео да сузбије епидемију заразих боелсти упућен је у Крагујевац, да као четврти окружни физикус у том граду, настави борбу са епидемијом заразних болести, која се све више ширила Шумадијом, што је он и учинио. Ову дужност обављао је од 1861. до 1865. године.
Као добар познавалац здравственог законодавства, организације и службе у Аустрији и Мађарској, др Младен Јанковић је то искуство зналачки знао да примени на прилике у Кнежевини Србији, и врло брзо се истакне успешним резултатима рада. Ценећи ове способности др Младена Јанковића здравствене власти Кнежевине Србије су га 1865. године преместиле на положај физикуса управе града Београда.

Преминуо је у Београду од последица упале плућа у 56. години живота. О његовој прераној смрти у историјским списима, између осталог, пише: 
Када је с јесени  1884. године појавила болест шап због чега је аустро-угарска влада забранила увоз наше стоке, наша влада је послала др Јанковића као заступника начелника санитета у Пешти да реши ово питање. У повратку услед наззеба добио је јаку грозницу, али упркос болести, обављао је и дужност начелника санитета, и у том настојању примио је запаљење плућа које му је одузела живот 1885. године.

## Дело

### Управитељ „Дома за с ума сишавше” (1865 — 1881)
Како је прва психијатријска установа основана у Кнежевини Србији у Београду 1861. године (под називом „Дом за с ума сишавше”), захтевала стручније вођење, указом државног врха Кнежевине Србије за управника ове прве психијатријске болнице у Србији Указом:
„Михаил M. Обреновић, по милости Божиои и вољи народа Књаз Српскии на предлог Нашег министра унутрашwих дела постављамо: Физикуса Управитечјства вароши Београда, Дра Младена Јанковића, за привременог Управитеља и лекара у Дому за с ума сишавше.”
Имајући у у виду да овај посао не може обављати лекар без стручне спреме, Санитетска управа Кнежевине Србије је одлучила да прво упути др Младена Јанковића у Немачку на тромесечно стручно усавршавање, код водеће личност у психијатрији др Вилхелма Гризингер, па тек онда га постави за управника.
Након што се др Јанковић упознао са уређењем душевних болница у Немачкој и стеко неопходно стручно знање из психијатрије, вратио се у Србију одмах је приступио бројним организационим и стручним променама у „Дому за с ума сишавше”. Из болнице је уклонио сва техничка средства којима је вршено насиље над душевно болесним лицима, као што су троструки бич, насилна столица и камџија. Док је у употребу задржао кошуљу за везивање најтежих, веома узнемирених и опасних болесника.
На дужности привременог управитеља „Дома с ума сишавше” др Јанковић је био шеснаест година (од 1865 до 1881). Упоредо са дужностима управника обављао је и све лекарске послове. За то време у „Дому за с ума сишавше” лечено је 314 болесника (218 мушког и 96 женског пола). Сматра се да је др Јанковић, својим стручним радом постао управо прави зачетник психијатријске неге и лечења душевно оболелих особа у Србији.

### Председник Српског лекарског друштва (1873 — 1884)
Др Младен Јанковић, се сматра једним од оснивача Српског лекарског друштва (СЛД), због бројних стручних способности и истакнутих заслуга, након што је на оснивачкој скупштини СЛД обавестио присутне колеге да ступа у Савез СЛД. Наредне године на главном годишњем скупу СЛД одржаном 23. октобра 1873. године тајним гласањем изабран је за председника СЛД, и на тој дужности остао све до 1884. године.

Након што је 13. јануара 1880. године поново изабран за председника СЛД, на овом изборном скупу изјавио је: 
Господо, последњи годишњи скуп смо одржали 1876. године... Нама је свима познато да је наша земља скоро пуне две године била у нередовном стању водећи рат за ослобођење и независност српску. Три године лекарско друштво није радило, али чланови друштва нису дангубили, јер су сви за време рата радо и са пожртвовањем живота вршили лекарске послове како по болницама тако и на бојном пољу... Служили су свом народу и човечанству... Срећан сам господо, што ми је пало у део да овом приликом саопштим: Његово Височанство и Књаз благоволело је одмах одредити ону знатну материјалну помоћ, коју је друштво и раније имало срећу уживати. Одајем признање и благодарност и друштву Црвеног крста, како је своју новоподигнуту зграду завршило, уступило је одмах нашем друштву локал...
Свим седницама СЛД др Младен Јанковић је скоро увек присуствовао, а у самом СЛД био запажен по активном учешћу.

### Писац стручних и других саопштења
Др Младен Јанковић је у својој не тако дугој лекарској карјери, прекинутој раном смрчу, објавио неколико стручних написа, међу којима су значајнији:
- О бањама, Рибарској и Врњачкој објављено у „Народном здрављу” 1884.
- Саопштење о случајевима лисе које је написао са др Клинковским и објавио у „Српском архиву за целокупно лекарство” 1881.
- Извешће Инспектора санитетског инспектората Господину министру унутрашwих дела објављеном у „Народном здрављу” 1882.
- Главобоља објављеном у „Српском архиву за целокупно лекарство” 1879.
- Рад о дифтерији на обема тонзилама и о раширености малих богиња у нашим крајевима.

Бавећи се помало и хирургијом, др Младен Јанковић, је описао и несвакидашње случајеве хируршких болести које је решавао током вршења приватне праксе.